# Neuilly-en-Sancerre
Neuilly-en-Sancerre é uma comuna francesa na região administrativa do Centro, no departamento Cher. Estende-se por uma área de 27,43 km². Em 2010 a comuna tinha 252 habitantes (densidade: 9,2 hab./km²).